# Alexia (album)
Alexia è il primo album tutto in italiano della eponima cantante Alexia, edito da Epic-Sony Music.

## Descrizione
L'album rappresenta una svolta per la cantante spezzina. Composto da 10 tracce, è considerato un disco che trasmette allegria. Per la prima volta nell'album sono presenti anche gli autori Gianfranco Grottoli e Andrea Vaschetti.
Il primo singolo promozionale è Dimmi come..., brano con cui la cantante partecipa al 52º Festival di Sanremo, offrendo al pubblico un'esibizione potente e trascinante. Il brano si piazza al 2º posto e vince il premio "Volare" per la migliore musica.
A soli quattro giorni dall'uscita vince il primo disco d'oro con le oltre 50 000 copie vendute e raggiunge velocemente i vertici delle classifiche.
Dimmi come... è stato lanciato anche come singolo nel mercato internazionale con il titolo Don't You Know.
Il secondo singolo promozionale del lavoro è Non lasciarmi mai, pezzo orecchiabile e vivace che partecipa al Festivalbar e che viene molto trasmesso dalle radio.
Dell'album è stata fatta anche una versione in inglese per il mercato internazionale dal nome Alexia International.

## Tracce
Testi di Alessia Aquilani, musiche di Massimo Marcolini.
1. Dimmi come...
2. Dire dare
3. A casa di Jerry
4. Senza di te
5. Non lasciarmi mai
6. Se un giorno
7. Hasta la vista baby
8. L'amore vince
9. Blues
10. Don't You Know

## Formazione
- Alexia – voce, cori, programmazione
- Lele Melotti – batteria
- Max Marcolini – chitarra acustica, programmazione, chitarra elettrica, banjo, organo Hammond
- Mauro Tondini – tastiera, programmazione, pianoforte
- Lorenzo Poli – basso
- Christian Gardoni – chitarra, programmazione
- Al Portento – batteria, percussioni
- Wendy Lewis, Roberta Magnetti, Roberta Bacciolo – cori

## RemixDimmi come
- Dimmi come... (P2P Dommu Remix Radio Edit)
- Dimmi come... (Remix Radio Edit)
- Dimmi come... (Album Version)
- Dimmi come... (P2P Dommu Remix)
- Dimmi come... (Remix Extended)

## Classifiche
| Classifica (2002) | Posizione più alta |
| ----------------- | ------------------ |
| Italia            | 14                 |
| Svizzera          | 100                |